# Homéopathie

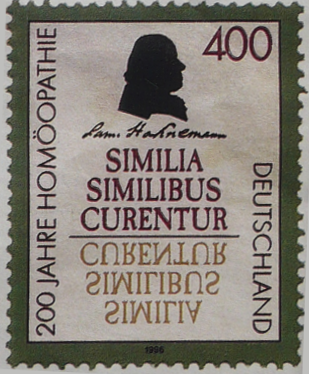
Timbre allemand célébrant le bicentenaire de l'homéopathie en reprenant l'axiome édité par Hahnemann : « similia similibus curentur ».

L'homéopathie ou homœopathie (du grec ὅμοιος / hómoios, « similaire », et πάθος / páthos, « souffrance » ou « maladie ») est une pratique pseudoscientifique de médecine non conventionnelle inventée par Samuel Hahnemann en 1796. Ses praticiens, les homéopathes, affirment qu'il est possible de soigner un patient en diluant très fortement des substances qui, si elles étaient concentrées, provoqueraient des symptômes similaires à ceux qu'il présente.
Les études cliniques à grande échelle ont montré que la pratique de l'homéopathie n'est pas plus efficace que l'effet placebo, pour toutes les maladies considérées. Cela suggère que les effets subjectifs ressentis par les patients sont dus à l'effet placebo et à l'évolution naturelle de la maladie,,,,. Bien que certains articles aient rapporté des résultats positifs,, de multiples revues systématiques montrent que ces cas exceptionnels sont des faux positifs, nécessairement attendus étant donné le grand nombre d'études sur le sujet, qui seraient dus à des méthodes de recherche discutables, ou qui reflètent des biais de publication tels que l'« effet tiroir », qui veut que les études aux résultats négatifs sont moins facilement publiées.
Entre autres réfutations, des évaluations par le National Health and Medical Research Council en Australie, le House of Commons Science and Technology Committee (en) au Royaume-Uni et l'Office fédéral de la santé publique en Suisse ont toutes conclu que l'homéopathie est inefficace et se prononcent contre tout financement de cette pratique,.
En septembre 2017, le Conseil scientifique des académies des sciences européennes, qui réunit l'ensemble des académies des sciences, publie un rapport dénonçant d'une part l'inefficacité de cette méthode alternative (au delà de l'effet placebo) et, d'autre part, la promotion et l'usage de produits homéopathiques. Le conseil juge en effet que ces substances présentent des risques significatifs, car leur emploi retarde ou empêche le recours des patients à des soins médicaux appropriés (fondés sur des preuves),,.
La persistance de l'utilisation de l'homéopathie en dépit de son inefficacité a fait que, dans les communautés scientifiques et médicales, elle est considérée comme une absurdité, du charlatanisme et une imposture. Elle est critiquée sur le plan éthique lorsqu'elle est pratiquée au détriment de traitements efficaces,, et l'Organisation mondiale de la santé met en garde contre son utilisation dans le traitement de maladies graves comme le SIDA ou le paludisme.
De plus, les préparations homéopathiques ainsi diluées sont dépourvues de substances actives. L'homéopathie n'est pas un traitement plausible : ses principes, que ce soit à propos du fonctionnement des médicaments, des maladies, du corps humain, des fluides ou des solutions, sont contredits par de nombreuses découvertes faites en biologie, psychologie, physique et chimie dans les deux siècles suivant son invention,,,,.

## Histoire

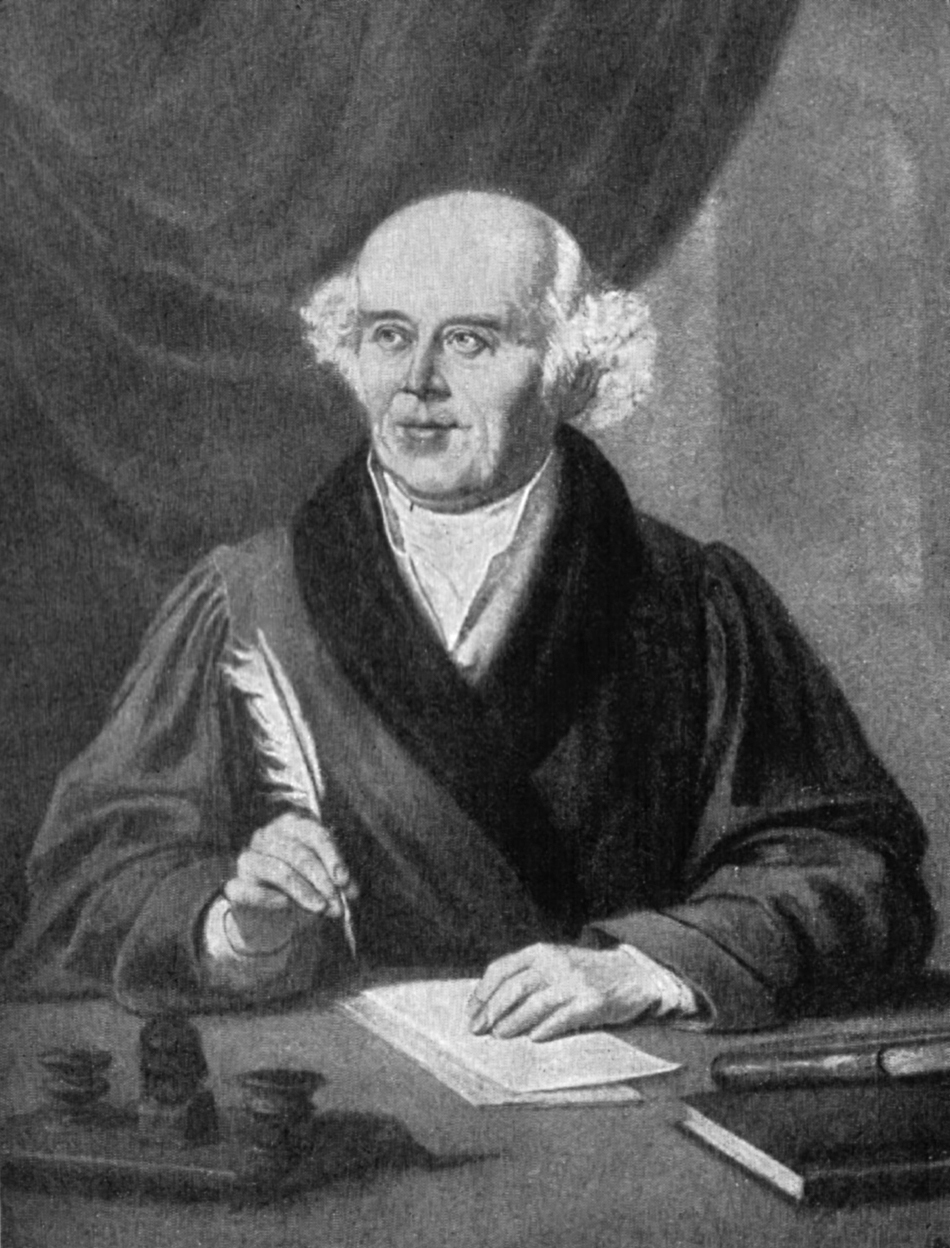
Samuel Hahnemann, fondateur de l'homéopathie.

En 1796, le médecin saxon Samuel Hahnemann pose les bases de l'homéopathie dans un essai,, puis c'est en 1810 qu'il parachève sa théorie avec la publication d'Organon der Heilkunst (« Organon de l'art de guérir »).
Cette approche vient de l'observation que le quinquina, utilisé à faible dose pour lutter contre les symptômes du paludisme, provoque à forte dose des fièvres ressemblant superficiellement à cette maladie. Il lui vient alors l'idée qu'une petite dose de poison pourrait avoir un effet soignant sur une pathologie aux symptômes analogues : c'est la naissance de l'homéo-pathie, art de soigner par le « même », ou, selon la citation latine d'Hahnemann, « Similia similibus curentur », « le même soigne le même ».
À la même époque se développe la vaccination, qui repose également sur l'inoculation d'un « mal » pour en guérir un autre proche, et ces deux approches sont parfois comparées même si le mécanisme d'action de la vaccination, qui mobilise le système immunitaire (et est donc préventif et non curatif), n'a rien à voir avec les principes proposés par Hahnemann.
Le principe de dilution extrême n'apparaît que plus tard (face à la nécessité de ne pas sur-empoisonner le malade), ainsi que les diverses théories explicatives comme celle de la mémoire de l'eau ou celle des « trous blancs » et des « hyperprotons », qui voient le jour à la fin du XXe siècle, mais toujours dépourvues de réelle démonstration scientifique.
Dans les années 1830, l'homéopathie commence à se répandre en France, mais aussi aux États-Unis. Les pharmaciens refusant de confectionner ces produits à la suite de la condamnation d'Hahnemann pour exercice illégal de la pharmacie en 1820, les disciples d'Hahnemann doivent les fabriquer eux-mêmes. En France, le Docteur Comte Sébastien Des Guidi crée en 1830 la Société Homéopathique Lyonnaise. Ses élèves sont à l'origine du développement de l'homéopathie en France. Il s'agit en particulier des Dr Dufresne, Petroz, Curie, Mabit, etc.
À la mort d'Hahnemann, en 1843, l'homéopathie décline légèrement en Europe mais se développe aux États-Unis, bien que ses praticiens y soient considérés comme des charlatans par l'Association médicale américaine.
Ce n'est qu'au début du XXe siècle, avec l'apparition des premiers laboratoires puis l'engouement pour les médecines non conventionnelles (notamment sous l'effet de la lebensreform dans les pays germaniques), qu'elle commence son histoire industrielle et sa large diffusion auprès des patients.
Par glissement sémantique, le terme « homéopathique » est devenu en langage courant synonyme d'une dose minime d'un produit, par référence à l'une des caractéristiques de l'homéopathie, alors que la signification originelle du terme homéopathie est traiter selon le principe de similitude : la substance choisie pour traiter la personne malade est dite « homéopathique du malade ».

## Absence d'efficacité
Un grand nombre d'études scientifiques ont testé l'efficacité de l'homéopathie et les nombreuses méta-analyses synthétisant leurs résultats ont systématiquement démontré que l'effet des préparations homéopathiques n'est pas supérieur à celui de l'effet placebo, et que les préparations homéopathiques ne contenaient aucune substance susceptible d'avoir un effet sur un quelconque trouble. L'homéopathie peut également s'avérer dangereuse pour la santé des personnes y ayant recours dans la mesure où elles ne vont pas prendre de traitement dont l'efficacité a été reconnue. La communauté scientifique a demandé que cesse la recherche sur l'homéopathie.

### Méta-analyses

#### Méta-analyses duLancet
En 2005, la revue médicale The Lancet publie une méta-analyse des études médicales sur l'homéopathie :
Un groupe de huit chercheurs de nationalités suisse et britannique dirigé par le docteur Aijing Shang (département de médecine sociale et préventive, université de Berne) a effectué une analyse des publications médicales de 19 banques électroniques, comparant l'effet placebo à l'homéopathie et l'effet placebo à la médecine conventionnelle. Les résultats de cette étude ont été publiés dans The Lancet.
Cette analyse a relevé :
- une moyenne de 65 patients par étude (de 10 à 1 573 patients) ;
- en moyenne, une nette supériorité d'effet de la médecine conventionnelle sur le placebo ;
- l'absence de supériorité de l'homéopathie sur l'effet placebo.

Les critères de sélection des études valables ont été critiqués par Lüdtke et Rutten dans le Journal of Clinical Epidemiology. D'après eux, si la méta-analyse de Shang avait incorporé les études portant sur 66 patients et plus (le nombre médian), tel qu'indiqué ci-dessus, un effet significatif en faveur de l'homéopathie aurait été mis en évidence.
Les auteurs de cette critique se référent également à une autre méta-analyse publiée dans le Lancet, qui avait évalué trois études comme étant de bonne qualité, alors que Shang et al. les ont rejetées comme étant de trop faible qualité. L'analyse du Journal of Clinical Epidemiology met en évidence que les critères menant à ce rejet ne sont pas explicités par Shang et al.
Cependant, selon Maurizio Pandolfi qui a publié, dans le European Journal of Internal Medicine, un article mettant en exergue le peu d'objectivité de Lüdtke et Rutten dans leur analyse, la sensibilité aux critères de sélection ne semble pas aussi élevée que ce qui a été donné ci-dessus : selon lui, l'impact d'autres études de « haute qualité » non incluses par Shang et al. dans leur méta-analyse ne permet pas de conclure à un effet de l'homéopathie supérieur à celui du placebo. De même, d'autres études dont le protocole expérimental ne permettait pas d'en déduire une qualité irréprochable (tests en double-aveugle, groupe témoin, etc.) ont été ajoutées et prises en compte sans raison particulière[précision nécessaire] par Lüdtke et Rutten : ces études, selon l'auteur, « de peu de rigueur » étaient celles qui permettaient de conclure de façon erronée à un effet de l'homéopathie supérieur au placebo.
Deux méta-analyses publiées dans le Lancet éclairent le débat sur l'efficacité de la thérapeutique homéopathique : en août 2005, le Lancet publie une méta-analyse de Aijing Shang et al. qui conclut que « les effets de l’homéopathie ne sont pas significativement différents de l’effet placebo ». Une précédente méta-analyse publiée dans le Lancet en septembre 1997 par Klaus Linde et al. concluait, elle : « Les résultats de notre méta-analyse ne sont pas compatibles avec l’hypothèse selon laquelle les effets cliniques de l’homéopathie sont complètement dus à l’effet placebo. » Mais elle ajoutait que, du fait de la faible qualité méthodologique, des études devraient d'abord reproduire les résultats annoncés. Le Lancet publie en novembre 2007 les résultats de 5 méta-analyses concluant qu'il n'y a pas d'effet significativement différent d'un effet placebo quand les études respectent les critères méthodologiques.
Selon les standards médicaux actuels, une étude méthodologiquement correcte doit être randomisée en double-aveugle, et contre un placebo. Les « faiblesses méthodologiques » pointées par les méta-analyses correspondent souvent à l'absence de test en double-aveugle. C'est-à-dire que dans ces études, soit le médecin soit le patient soit les deux savent quel traitement est réellement pris par le patient.
Il existe un autre biais, appelé biais de publication, par lequel les essais qui ne montrent pas de différence ne sont pas publiés. Ce type de biais, par l'effet tiroir, a faussé plusieurs méta-analyses qui n'en tenaient pas compte.
L'un des paramètres des études randomisées conventionnelles exige que les patients soient répartis en groupes (diagnostiques) bien définis : par exemple asthme, bronchite chronique obstructive, infarctus du myocarde, etc. selon des critères qui relèvent de la médecine conventionnelle. Or, selon certains homéopathes, dont le docteur Bernard Poitevin, un des principes de l'homéopathie est la « singularité » du patient. Il serait donc contraire aux principes de l'homéopathie d'étudier l'efficacité de tel ou tel remède de façon générale et, toujours selon le docteur Poitevin, une « évaluation réellement objective de l'homéopathie » n'a pas encore été réalisée. Ces éléments sont également développés dans un article publié en 2002 : « Médecine intégrative et recherche systémique sur les effets thérapeutiques : Enjeux de l'émergence d'un nouveau modèle pour les soins primaires ». Pourtant, les méthodes permettant de réaliser des analyses plus objectives ne sont pas connues. Toutefois, les indications de certains complexes homéopathiques en vente libre font souvent référence à la nosologie conventionnelle, comme à un « asthme », ou à un « angor », alors que ces « maladies » devraient être analysées et caractérisées par des modalités propres à un patient déterminé, selon les principes de l'homéopathie.

#### Méta-analyse duNational Health and Medical Research Councilde 2015
En 2015, le National Health and Medical Research Council australien a publié une analyse de 225 études contrôlées et plus de 1 800 publications scientifiques portant sur l'efficacité de l'homéopathie. La conclusion de l'étude est qu'« aucune étude crédible n'a pu démontrer que l'homéopathie améliorait mieux l'état d'un patient qu'un placebo ». L'agence australienne a donc déconseillé à ses ressortissants d'avoir recours à cette méthode dans le choix de leur traitement, quelle que soit la nature du trouble. L'avis de l'agence a fait l'objet d'une déclaration officielle synthétisant les résultats de l'étude et les recommandations sanitaires et médicales.
Le chercheur responsable de l'étude, le professeur Paul Glasziou, a par la suite expliqué qu'« [il] pouvait comprendre pourquoi Samuel Hahnemann — le fondateur de l'homéopathie — était insatisfait de l'état des pratiques médicales du XVIIIe siècle, comme les saignées ou les purges, et qu'il a estimé nécessaire de trouver une meilleure alternative », mais qu'Hahnemann « serait aussi déçu par l'échec collectif de l'homéopathie d'aujourd'hui à poursuivre sa démarche de recherche innovante, et qui continue plutôt à poursuivre son chemin dans une impasse thérapeutique »,.

#### Organisations de santé
D'une manière générale, les organisations de santé de plusieurs pays — le National Health Service britannique, l'American Medical Association, la Federation of American Societies for Experimental Biology (en) et le National Health and Medical Research Council australien — ont chacune publié des rapports concluant qu'« aucune source crédible ne démontre l'efficacité de l'homéopathie sur un quelconque problème de santé ». En 2009, un membre de l'Organisation mondiale de la santé, Mario Raviglione, a critiqué l'utilisation de l'homéopathie pour traiter des cas de tuberculose ou de diarrhée.

### Homéopathie et effet placebo
Les études citées précédemment considèrent que l'effet des médicaments homéopathiques est le même que celui du placebo auquel ils étaient comparés. Cela signifie en pratique que dans les cas où une amélioration de l'état du patient est observée celle-ci ne peut être reliée de manière spécifique au traitement en lui-même. Dans l'effet placebo, la confiance du patient et du médecin dans le médicament participent, tout comme les capacités d'adaptation du patient à la maladie (homéostasie). Si le patient avait pris n'importe quel médicament inerte (c'est-à-dire dénué de substance active), il aurait guéri aussi rapidement qu'avec un traitement homéopathique.

### Relation entre patient et thérapeute
Selon certains homéopathes, et tout en reconnaissant que « la démarche médicale est a priori la même pour tous les médecins », la consultation du médecin et homéopathe serait plus longue que celle auprès du généraliste et contribuerait à un effet positif sur l'état général du patient dans l'esprit des recherches des groupes Balint.
Dans son ouvrage La Vraie Nature de l'homéopathie, Thomas Sandoz considère à ce titre que l'homéopathie n'est pas une médecine mais un « procédé de réassurance » et un « rituel profane de conjuration ».

### Dangers de l'homéopathie

#### Homéopathie et soins médicaux
Le recours à l'homéopathie se révèle dangereux s'il occasionne un retard de soins médicaux indispensables,. Par exemple, en mai 2017, la presse rapporte l'émoi suscité en Italie par le décès d'un enfant âgé de sept ans à la suite d'une infection provoquée par une otite qui n'avait été soignée que par homéopathie. En 2012, en France, un médecin a soigné une patiente atteinte d'un cancer du sein avec de l'homéopathie à l'exclusion de tout autre traitement, et cette patiente est morte quelques mois plus tard. Selon Nick Beeching, docteur en médecine de l'université royale de Liverpool, « il est irresponsable pour un travailleur de la santé de promouvoir l'utilisation de l'homéopathie à la place du traitement éprouvé pour une maladie parfois mortelle ». Et il affirme que « lorsque l'homéopathie est utilisée à la place de traitements efficaces, des vies sont perdues ».
Le Syndicat national des médecins homéopathes français réfute l'effet nocif en ce qui concerne la perte de chance ou les retards de traitement imputés à l'homéopathie : selon le syndicat, « les médecins homéopathes sont avant tout des médecins » à même de « faire un choix éclairé sur le traitement à dispenser après un diagnostic et un pronostic rigoureux ».

#### Effets secondaires et autres risques
Les préparations homéopathiques ne contenant aucune substance active, elles sont souvent perçues comme dépourvues d'effets secondaires, mais, comme pour tout médicament, les personnes ayant une intolérance à un excipient à effet notoire tel que le lactose, le saccharose ou l'alcool doivent éviter les formes qui le contiennent[source insuffisante].
Selon Patrice Couzigou, professeur de médecine émérite à l'université de Bordeaux, l'homéopathie pourrait être l'une des causes « de la dépendance médicamenteuse française débutant dès l'enfance par une culture de prescription (de préparation homéopathique ou de médicament) ». Il définit la « dépendance médicamenteuse » comme étant associée à une consommation de médicaments non nécessaire, qui devrait être remplacée par une approche non médicamenteuse. Il considère qu'il existe déjà « assez de produits sans activité thérapeutique réelle dans la pharmacopée française pour ne pas en rajouter ». Selon lui, il faudrait arrêter de rembourser l'homéopathie. Il estime que lui donner une image positive est défavorable aux approches non médicamenteuses.
En 2017, la Food and Drug Administration (FDA), aux États-Unis, a lancé une mise en garde visant des produits homéopathiques pour les douleurs dentaires des bébés. Ces produits sont suspectés d'avoir causé le décès de 10 enfants et l'hospitalisation de 400 autres. Les produits contenaient une trop grande quantité de belladone, une plante toxique. Fin 2017, la FDA a indiqué qu'elle allait renforcer la réglementation pour les produits homéopathiques, concernant notamment les produits qui contiennent des composants potentiellement toxiques.

### Critique scientifique des principes de l'homéopathie
Les principes de l'homéopathie entrent en contradiction avec les connaissances scientifiques modernes, sur le plan de la physique, de la chimie, de la physiologie ou de la biologie :
- une dilution supérieure à 11 CH (calcul à partir du Nombre d'Avogadro) aboutit à une absence de molécule active dans la préparation absorbée par le patient et donc à l'impossibilité d'une réaction chimique ;
- comment deux remèdes homéopathiques qui sont chimiquement indiscernables l'un de l'autre peuvent-ils avoir des effets différents[63] ?
- pour les médications conventionnelles, si la concentration de la solution est réduite, l'effet thérapeutique tend vers zéro. Pourquoi les composés homéopathiques se comporteraient-ils différemment[63] ?
- tous les échantillons d'eau présentent des traces d'impuretés (naturelles et artificielles). Si les médications homéopathiques diluées à des concentrations infinitésimales ont des effets si importants, pourquoi les autres échantillons d'eau n'ont-ils pas d'effets similaires[63] ?
- de même des impuretés et contamination sont apportées par les excipients solides (sucre, lactose, xylitol) et par les équipements utilisés pour leur préparation et leur stockage (contenants de fabrication, machines de production et d'emballage, emballage final) ;
- la dynamisation en tant qu'opération mécanique n'aurait pas de conséquences en matière d'activité biochimique, à part l'aération et l'homogénéisation du mélange ;
- il n'existe pas d'étude peer-reviewed permettant de valider le principe de similitude, celui-ci contredisant par ailleurs l'étiologie médicale des agents pathogènes issue des travaux de Robert Koch et Louis Pasteur dans la seconde moitié du XIXe siècle ;
- pourquoi la loi de similitude s'appliquerait-elle aux ingrédients homéopathiques alors qu'elle n'a jamais été observée pour toute autre substance utilisée en médecine conventionnelle[63] ?
- concernant les principes de similitude, on peut observer les mêmes processus réactionnels et les mêmes symptômes pour des pathologies différentes (par exemple, le streptocoque et l'exposition à doses toxiques au mercure). Comment peut bien apparaître, alors, l'analogie[64] ?

### Étude EPI 3
En octobre 2017, le laboratoire Boiron, leader mondial de l'homéopathie, présente les résultats d'une vaste étude qu'il a financée, conduite entre 2005 et 2012 et portant sur 825 médecins et 8 559 patients. Elle concerne trois types d'affections : les infections des voies aériennes supérieures, les douleurs musculo-squelettiques, et les troubles anxio-dépressifs et du sommeil. Ces pathologies représentent 50 % des consultations chez les médecins généralistes en France. Selon les résultats de cette étude, les patients concernés par ces affections et soignés par homéopathie voient une évolution de leurs symptômes comparable à celle des patients soignés de façon conventionnelle. Les taux de complication sont eux aussi comparables,.
L'étude a coûté 6 millions d'euros, a été coordonnée par un cabinet totalement indépendant (Laser), dirigée par Lucien Abenhaïm, supervisée par un comité scientifique présidé par Bernard Bégaud et incluant des personnalités ne faisant pas partie du monde de l'homéopathie,. Elle a fait l'objet de 11 publications dans des revues scientifiques internationales.
Les résultats de l'étude montrent aussi que les patients soignés avec l'homéopathie ont consommé deux fois moins de médicaments que ceux traités avec la médecine, et trois fois moins en ce qui concerne les psychotropes. La consommation des anti-inflammatoire non stéroïdien est inférieure de 48 %. L'étude montre aussi que les patients qui consultent des médecins homéopathes expriment plus fréquemment un mal-être psychologique et ont une meilleure santé physique. Les médecins de l'étude sont soit des médecins homéopathes, soit à pratique « mixte », soit conventionnels, mais l'étude montre qu'en réalité un médecin « conventionnel » sur cinq a une pratique « mixte », prescrivant lui aussi régulièrement de l'homéopathie. De la même façon, les médecins homéopathes utilisent aussi des médicaments, même s'ils utilisent en priorité l'homéopathie pour les affections bénignes.
Dans le cadre de cette étude, les patients suivis par les médecins homéopathes coûtent 35 % moins chers à la Sécurité sociale, le coût estimé comportant les frais de consultation ainsi que de prescription. Cependant, il est relevé que la population suivie par les homéopathes est plus féminine, moins fumeuse, avec un plus haut niveau d'étude, ce qui pourrait expliquer cette disparité.
Selon Sciences et Avenir, cette étude ne peut juger de l'efficacité de l'homéopathie, mais « a tenté d'évaluer son intérêt pour les politiques de santé publique ». Selon Le Moniteur des pharmacies, cette étude « ne démontre pas l'efficacité de l'homéopathie ». Selon le Quotidien du Pharmacien, cette étude montre que « l'homéopathie n'est pas moins efficace que l'allopathie (sic) » pour ces symptômes.
Selon Les décodeurs, il est important de noter que cette étude ne porte pas sur les médicaments eux-mêmes mais compare deux types de prises en charge. Comme le notent les auteurs de l'étude EPI3, « l'interaction entre le médecin et le patient » peut expliquer en partie les résultats obtenus, et créer les conditions d'un effet placebo. Les auteurs estiment que leur étude ne permet pas de comparer l'efficacité de la médecine conventionnelle et l'homéopathie, dont « l'efficacité au-delà de l'effet placebo reste à prouver ». Les décodeurs font aussi remarquer que l'étude suit des patients qui n'ont pas forcément le même profil selon qu'ils consultent un homéopathe ou un médecin conventionnel : ainsi, par exemple, les patients des homéopathes sont plus souvent non fumeurs, avec un indice de masse corporel plus faible, un niveau d'études supérieur. Cela induit des différences statistiques qui limitent la robustesse des résultats. Les décodeurs ajoutent : « Le nombre limité de patients sur certains troubles étudiés, ajouté à l'inefficacité de certains traitements conventionnels et à l'absence de contrôle de certaines variables rendent les résultats peu concluants pour l'homéopathie […] ».
D'après le collectif FakeMed, la méthodologie de cette étude (absence de double-aveugle et de randomisation, groupes non comparables, étude observationnelle et non interventionnelle), ne permet pas de démontrer l'efficacité de l'homéopathie. D'ailleurs, les auteurs de cette étude eux-mêmes indiquent : « Les résultats de notre étude ne peuvent pas être interprétés comme une preuve d’efficacité comparée entre les soins conventionnels et homéopathiques ».

## Avis de la communauté scientifique sur l'homéopathie
La communauté scientifique remet unanimement en cause les principes et l'efficacité de l'homéopathie.
Malgré une certaine popularité dans certains pays — principalement la France, qui est aussi le plus gros producteur —, l'efficacité thérapeutique de l'homéopathie n'a pas été démontrée. La communauté scientifique et médicale considère que l'homéopathie est une pseudo-science, entrant en contradiction avec les connaissances actuelles en chimie et en biologie établies après les principes fondamentaux de l'homéopathie, eux-mêmes proposés il y a plus de deux siècles. En particulier, ils font remarquer que l'essentiel des dilutions homéopathiques sont telles que l'excipient ne contient plus une seule molécule du remède dilué et ne peut donc agir chimiquement. En outre, le fait que certains patients disent observer des effets est contesté par des méta-analyses publiées qui concluent que l'homéopathie n'a pas fait la preuve de son efficacité clinique au-delà de l'effet placebo.
Le National Health and Medical Research Council australien a conclu que l'homéopathie était inefficace, et a ainsi déconseillé son utilisation et son remboursement,. Une commission parlementaire a demandé en 2010 au ministère de la santé britannique de retirer les produits homéopathiques de la liste des médicaments remboursés, mais malgré les appuis d'un expert fortement opposé à l'homéopathie, Edzard Ernst, le retrait n'était pas effectif en 2012, le ministère de la santé estimant que ces produits répondaient à une demande existante.
En France, l'autorisation de mise sur le marché est obligatoire pour les produits homéopathiques utilisant des souches homéopathiques à faible dilution, les produits utilisant uniquement des souches à forte dilution, sans indications thérapeutiques ni posologie, nécessitent seulement un enregistrement auprès de l'ANSM (Agence nationale de sécurité du médicament et des produits de santé). Si le fournisseur du produit homéopathique doit garantir son innocuité, la preuve de son efficacité thérapeutique n'est en revanche pas requise contrairement aux médicaments classiques. L'Académie nationale de médecine considère qu'il s'agit d'une « méthode imaginée il y a deux siècles à partir d’a priori conceptuels dénués de fondement scientifique » et recommande la suppression de sa prise en charge.
En 2017, le Conseil scientifique des académies des sciences européennes a conclu qu'il n'y a « aucune preuve solide de l’efficacité des produits pour traiter les maladies, ou même les prévenir (…), même s’il y a parfois un effet placebo »,,.

## Usage

### Utilisation dans le monde
La pratique de l'homéopathie est inégalement répartie dans le monde, et l'homéopathie apparaît comme une mode essentiellement française, et secondairement suisse. L'emploi de cette méthode en tant que médecine s'est aussi fortement développé au Brésil, en Argentine et au Pakistan, mais reste presque totalement absente dans 200 autres pays. Selon les laboratoires Boiron (principaux promoteurs et producteurs mondiaux), au cours des trente dernières années, l'homéopathie s'est également développée en Afrique du Sud, en Tunisie, au Maroc, au Venezuela, en Israël, en Australie, etc.. Selon un article de The Lancet de 2007, près de 250 000 homéopathes exercent en Inde, plus de 100 millions de personnes ne dépendent que de l'homéopathie pour se soigner, et le marché croît de 25 % par an. D'après The Lancet, très peu de médecins sont présents en zones rurales en Inde, et les indiens pauvres y vivant n'ont pas d'autre choix que de consulter des homéopathes ou des praticiens de l'ayurveda, qui sont plus accessibles, mais aussi moins chers. En Grande-Bretagne, cinq hôpitaux sont utilisateurs (marginaux) de traitements homéopathiques. Six universités organisent un enseignement d'homéopathie validé par un diplôme (« Bachelor of Science ») même si cette pratique est contestée par des médecins et des scientifiques, comme ce fut le cas en particulier à l'occasion d'un colloque en 2007 qui évoquait l'efficacité des produits homéopathiques dans la lutte contre le SIDA.
L'industrie homéopathique est dominée au niveau mondial par les Laboratoires Boiron, domiciliés à Lyon, qui représentent 2 800 emplois et 420 M€ de capital[Quand ?], et possèdent vingt filiales, essentiellement en Europe et Amérique du Nord. Boiron affirme que dans le monde quatre cent mille professionnels de santé prescrivent des produits homéopathiques, et que 25 % des Belges et 30 % des Espagnols ont déjà utilisé ses produits.
L'association humanitaire « Homéopathes sans Frontières » travaille sur la prise en charge de malades dans les pays pauvres, notamment en Afrique, et également pour la formation des soignants locaux. Elle est à ce titre accusée de faire un dangereux prosélytisme pouvant détourner les populations locales de traitements efficaces, par exemple concernant le VIH.

#### Situation légale
L'homéopathie est couverte par des réglementations assez différentes selon les pays.
L'Espagne et l'Italie considèrent comme la France que l'exercice de l'homéopathie relève de la médecine et exigent donc que les homéopathes possèdent un diplôme de docteur en médecine.
Au Brésil, l'homéopathie est une spécialité médicale reconnue au même titre que les autres depuis 1992. Tout médecin peut donc se spécialiser en homéopathie.
En Allemagne, certains remèdes homéopathiques peuvent être prescrits, comme d'autres médicaments, par des professionnels de santé non-médecin comme les sages-femmes ou les kinésithérapeutes, voire des personnes sans référence particulière (Heilpraktiker).
Au Royaume-Uni, la British Medical Association a appelé en juin 2010 à l'arrêt total du remboursement des remèdes homéopathiques. Elle a également réclamé que les produits homéopathiques soient retirés de la vente en pharmacies à moins qu'ils ne soient clairement présentés comme des placebos.
Dans certains pays, les préparations homéopathiques sont remboursées par l'assurance maladie, au même titre que les médicaments. C'est le cas de l'Allemagne, dont le ministre de la Santé s'est prononcé en 2019 en faveur du maintien de ce remboursement. Dans d'autres pays, comme l'Espagne, la Finlande, l'Irlande, l'Italie, la Norvège et la Suède, l'homéopathie n'est pas prise en charge par les systèmes de santé. En France ces préparations étaient partiellement remboursées, à des taux variables, entre 1984 et 2020, puis le remboursement a été supprimé en 2021 à la suite d'absence de preuve d'efficacité démontrée par les milieux concernés.
Les préparations homéopathiques sont en général en vente libre sans ordonnance (pour l'automédication). Dans certains pays, leur vente est réservée aux pharmacies, comme pour les médicaments.
En Europe, les médicaments homéopathiques doivent obtenir une autorisation de mise sur le marché, mais leur évaluation clinique ne repose pas obligatoirement sur des essais cliniques. L'homéopathie est décrite à la pharmacopée européenne.

#### En France

##### Usage
Selon une étude Ipsos de 2012 commandée par les Laboratoires Boiron, en France, 56 % des personnes utiliseraient des préparations homéopathiques, dont 36 % de manière régulière,, en grande partie des femmes. Cependant, selon la même étude 44 % des Français s'estiment « assez mal » ou « très mal » informés sur l'homéopathie. Une étude Ipsos de 2015 commandée par les Laboratoires Boiron indique que 25 % des généralistes prescriraient de l'homéopathie. Selon une émission de France Culture, en 2018, en France, près du tiers des médecins prescrivent, de manière occasionnelle, des préparations homéopathiques.

##### Prescription
Jean Brissonnet (ancien vice-président de l'AFIS) relève que compte tenu de l'absence de validation scientifique, l'exercice de l'homéopathie par des médecins ne semble pas respecter l'article 39 du code de déontologie médicale lequel dispose que : « Les médecins ne peuvent proposer aux malades ou à leur entourage comme salutaire ou sans danger un remède ou un procédé illusoire ou insuffisamment éprouvé. Toute pratique de charlatanerie est interdite ». Le code de déontologie et le code de santé publique impliquent de potentielles sanctions ordinales comme pénales pour la pratique de méthodes insuffisamment éprouvées, là où la pratique de l'homéopathie reste tolérée.

##### Autorisations de mise sur le marché
- Si vous ne connaissez pas le sujet, laissez ce bandeau (vous pouvez alors contacter les auteurs).
- Si vous supprimez le contenu mis en cause (vous pouvez préalablement contacter les auteurs),

argumentez précisément cette suppression dans la page de discussion
(un manque de référence n'est pas un argument ; une recherche réelle de référence doit avoir été effectuée, être formellement documentée).
Comme les médicaments en accès direct, les préparations homéopathiques peuvent être « prescrites » (c'est-à-dire recommandées, ces prescriptions n'ayant aucune valeur légale ou médicale) par des professionnels de santé non-médecins comme les sages-femmes, les kinésithérapeutes ou toutes sortes d'intervenants en médecine non conventionnelle.
Les médicaments homéopathiques (comme certains médicaments à base de plantes à usage culinaire) qui remplissent les conditions de l'article L.5121-13 du Code de la santé publique peuvent bénéficier d'une procédure simplifiée d'enregistrement : ils ne nécessitent pas l'autorisation de mise sur le marché (AMM) qui est ici remplacée par un enregistrement auprès de l'ANSM (anciennement AFSSAPS). En fonction de la dilution et des indications thérapeutiques, certains médicaments homéopathiques requièrent cependant une AMM.

##### Remboursement par la Sécurité sociale
En France, en 1998, les médicaments homéopathiques représentent 0,3 % des dépenses totales de santé et entre 1,2 et 2 % des remboursements de la CNAM. Certaines préparations homéopathiques peuvent être partiellement remboursées (à hauteur de 30 %), en dépit de l'absence d'efficacité avérée. Selon certains journalistes, les deux principales raisons à cet état de fait seraient que « les Français y croient » (ils en sont les principaux consommateurs à l'échelle mondiale), d'ailleurs, d'après le journal Le Monde, c'est environ 100 millions d'euros qui sont consacrés à la vente de médicaments homéopathiques chaque année en France, et surtout (cause possible de la précédente), que « le principal labo spécialisé au monde, Boiron, est Lyonnais, et qu’il emploie 2 500 personnes (il contrôle d’ailleurs Dolisos, l’autre géant du secteur) ». Il s'agit en effet d'un marché à plus de 620 millions d'euros pour ce géant industriel, qui possède un quasi-monopole mondial sur le secteur puisque l'homéopathie est essentiellement française.
En 2004, l'Académie nationale de médecine a demandé l'arrêt du remboursement des préparations homéopathiques en présentant l'homéopathie comme une « méthode obsolète » fondée « à partir d’a priori conceptuels dénués de fondement scientifique », « une doctrine à l’écart de tout progrès ». Cette demande d'arrêt du remboursement a été refusée, après avis du ministère de la Santé, au motif que l'usage de l'homéopathie était très répandu en France, et qu'un arrêt du remboursement grèverait au bout du compte les finances de la Sécurité sociale, les patients se tournant alors vers des produits plus coûteux et remboursés à 100 %, avec une augmentation des risques d'interactions médicamenteuses.
Quatorze ans plus tard, le 18 mars 2018, plus de cent médecins s'insurgent dans une tribune publiée par Le Figaro contre le marché grandissant de l'homéopathie et les risques qu'il fait peser sur les patients, autant en ce qui concerne le retard de traitement réel que l'escroquerie, et s'insurgent contre le remboursement de ces préparations, qui creuse selon eux le déficit de l'assurance maladie pour rien. Ils exigent en particulier une séparation plus nette entre la médecine scientifique et les pratiques ésotériques relevant de la charlatanerie, dont ils demandent l'exclusion de l'exercice médical. En riposte, le Syndicat national des médecins homéopathes français déclare le 27 juillet 2018 déposer plainte auprès du Conseil national de l'Ordre des médecins contre les 124 signataires de la tribune pour « non-confraternité, non-respect du code de déontologie » parce qu'ils « ne veulent plus reconnaître notre titre de médecins ». À la suite de cette plainte, dix médecins parmi les cent vingt-quatre signataires sont sanctionnés.
En août 2018, la ministre de la Santé, Agnès Buzyn, demande à la Haute Autorité de santé (HAS) de rendre un avis sur l'efficacité de l'homéopathie et sur le bien-fondé de sa prise en charge par l'assurance maladie avant fin février 2019, annonçant l'arrêt du remboursement de ces médicaments si leur efficacité n'était pas prouvée. En janvier 2019, le Collège national des généralistes enseignants publie un communiqué de presse très critique contre l'homéopathie, qualifiée de « méthode ésotérique », et appelle à un arrêt du remboursement des préparations homéopathiques,. Dans un projet d'avis adopté le 15 mai 2019, la commission de la transparence de la HAS se déclare « défavorable au maintien de la prise en charge par l’Assurance-maladie des médicaments homéopathiques », soulignant qu'« aucune étude n’a démontré la supériorité en termes d’efficacité (morbidité) de l’approche homéopathique par rapport à des traitements conventionnels ou au placebo ». L'avis définitif, défavorable, est publié en juin 2019, au terme d'une procédure contradictoire incluant l'audition des trois laboratoires producteurs concernés : Boiron, Lehning et Weleda,. Cette décision rendue par la HAS marque la fin du processus d'évaluation des connaissances scientifiques. Le président de la République, Emmanuel Macron, opte finalement pour un arrêt total du remboursement, mis en œuvre en deux étapes par la ministre de la Santé. D'abord le remboursement a été grosso modo réduit de moitié le 1er janvier 2020 (passé selon les préparations de respectivement 30 ou 25 %, à 15 ou 10 %), puis l'arrêt total du remboursement est effectif le 1er janvier 2021,. Les laboratoires Boiron déposent un recours auprès du Conseil d'État, mais le 6 mars 2020, celui-ci rejette la question prioritaire de constitutionnalité soulevée à l'occasion de ce recours.
Le recours est quant à lui rejeté le 18 décembre 2020 par le Conseil d'État,.

##### Enseignement
L'homéopathie est enseignée en formation continue dans les facultés de médecine et de pharmacie (majoritairement publiques) dans le cadre de diplômes universitaires ou inter-universitaires (DU ou DIU) en marge des cursus obligatoires. Le Collectif Fakemed publie depuis 2018 un classement des facultés en fonction de leur porosité aux pseudo-sciences médicales, dont l'homéopathie,.
Après la demande de l'avis de la Haute Autorité de santé (HAS) sur l'homéopathie par la ministre de la Santé en août 2018, un débat sur la pertinence de l'enseignement de l'homéopathie à l'université a lieu dans la communauté médicale et universitaire. Ce débat amène rapidement l'université de Lille à suspendre son diplôme universitaire d'homéopathie (en attente de l'avis de la HAS) et l'université d'Angers à supprimer le sien, pour la rentrée 2018. En septembre 2018, la Conférence des présidents d'université, la Conférence des doyens des facultés de médecine et la Conférence des doyens des facultés de pharmacie publient un communiqué commun dans lequel elles se prononcent pour le maintien de cet enseignement à l'université,. Après la publication de l'avis de la HAS, l'université de Lille confirme la suppression de son DU. Le Collège national des généralistes enseignants (CNGE) publie alors une lettre ouverte à la ministre de l'Enseignement supérieur et de la Recherche dans laquelle ses membres demandent la suppression de ces diplômes, estimant qu'« il serait aujourd'hui coupable de continuer à délivrer ce type d'enseignement par l'Université »,. Le CNGE s'était déjà prononcé lors des travaux de la HAS pour un enseignement « sur » l'homéopathie et non « de » l'homéopathie. L'université de Bordeaux avait été la première à supprimer son diplôme, dès 2009.
En juillet 2019, huit DU ou DIU d'homéopathie sont dispensés dans les facultés de médecine, ainsi qu'une dizaine dans les facultés de pharmacie.
Les universités de Tours et de Poitiers suppriment leur DIU à la rentrée 2020. Début 2023, cinq facultés de médecine sur sept ont arrêté la formation en homéopathie. En juin 2023, plus aucun diplôme en homéopathie n'est délivré dans les facultés de médecine.

#### Aux États-Unis
Depuis le 15 novembre 2016, la Federal Trade Commission a émis un rapport obligeant les préparations homéopathiques à se soumettre à la loi d'étiquetage des produits médicaux : les préparations homéopathiques dont l'efficacité n'a pas pu être démontrée par des études scientifiques fiables doivent afficher sur leur notice qu'« il n'existe aucune preuve scientifique que ce produit est efficace ; les revendications de ce produit sont fondées sur la théorie de l'homéopathie formulée au XVIIIe siècle, qui n'est pas reconnue valide par la plupart des experts médicaux modernes ». En 2011, l'entreprise française Boiron s'est trouvée confrontée à deux recours collectifs intentés par des groupes de consommateurs estimant avoir été floués par les publicités des spécialités Coldcalm et Oscillococcinum,. Boiron présentait ce dernier produit aux États-Unis comme un remède contre les symptômes des états grippaux (« flu-like symptoms »). En mars 2012, le groupe a transigé avec les plaignants, débloquant 12 millions de dollars pour éteindre l'action.
En août 2014, l'entreprise allemande Heel a décidé de se retirer des États-Unis et du Canada. Aux États-Unis, elle était la cible de deux recours collectifs, là encore pour des allégations présumées trompeuses. Elle a ainsi évité une procédure longue et potentiellement embarrassante, puisqu'elle l'aurait probablement amenée à devoir démontrer le bien-fondé de ses assertions.

#### En Suisse
En 1999, le département fédéral de l'intérieur a annoncé que plusieurs médecines « alternatives » (dont l'homéopathie) seraient prises en charge par l'assurance-maladie de base pour une période d'essai de six ans.
À l'issue de cette période d'essai en 2005, ces thérapies ont finalement été écartées en raison de leur « incapacité à répondre à l'exigence légale d'efficacité ».
Le 17 mai 2009, alors que l'OFSP estimait que l'homéopathie était inefficace, un référendum obligatoire sur un article constitutionnel portant sur la prise en compte des médecines complémentaires est adopté à 50,15 % : en 2012, les traitements alternatifs sont à nouveau couverts par l'assurance maladie pour une nouvelle période d'essai.
Le 29 mars 2016, le Conseil fédéral accorde à l'homéopathie et trois autres thérapies complémentaires (dont la médecine traditionnelle chinoise, la médecine anthroposophique et la phytothérapie) le même statut que la médecine conventionnelle, pour une entrée en vigueur en août 2017,. Cependant seuls les frais de traitements administrés par des médecins certifiés sont pris en considération.

#### En Allemagne
Il existe en Allemagne un statut de Heilpraktiker réglementé par une loi sur l'homéopathie datant de 1939, statut permettant à des praticiens d'exercer des méthodes de soins relevant du domaine de la médecine sans toutefois posséder l'approbation de médecin. Environ 20 000 Heilpraktikers sont dénombrés en Allemagne et officiellement reconnus par l'État. Ce statut n'a pas d'équivalent en France ni dans la plupart des pays non germaniques.
Il existe actuellement plus de cinquante écoles de niveau universitaire qui offrent une formation de Heilpraktiker en Allemagne, dont le groupe le plus important porte l'appellation Paracelsus Heilpraktikerschulen. Une école de ce groupe se trouve en Suisse, à Zurich.

#### En Belgique
Les médicaments homéopathiques ne peuvent être délivrés qu'en pharmacie. La sécurité sociale ne rembourse pas ce type de médicaments.

### Dynamique de prescription par les médecins
Des chercheurs britanniques ont cherché à comprendre dans quelle dynamique des médecins prescrivaient des préparations homéopathiques à leurs patients. Ils ont ainsi voulu savoir si ce type de prescription était associé à des habitudes particulières de soins ou à des caractères particuliers de l'exercice de leur profession.
En étudiant les médecins généralistes anglais, ils ont mis en évidence que la prescription d'homéopathie est significativement corrélée à des pratiques de soin de moins bonne qualité, et en particulier avec une faible affinité de ces praticiens avec la médecine scientifique en général, et des méthodes qui permettent d'évaluer et de sélectionner les traitements les plus appropriés en fonction de connaissances régulièrement mises à jour, tout au long de leur carrière. Ils ont ainsi mis en évidence une tendance de fond à s'éloigner d'une pratique scientifiquement fondée de la part de ces praticiens, chez qui la prescription d'homéopathie ne serait alors que l'une des manifestations.
À la fin de son ouvrage Les médecines douces, des illusions qui guérissent, le Dr J.-J. Aulas écrit :

« Souvent déçu par la science, le médecin se tourne vers la magie et ses prouesses alléchantes. Il faut dire que la formation universitaire qu’il a reçue, durant au moins sept ans, ne l’incite pas à user d’esprit critique ; elle aurait même plutôt tendance à lui faire gober n’importe quoi. Une réforme radicale des études médicales introduisant une plus grande sensibilisation à la méthode scientifique et rationnelle ainsi qu’un enseignement de sciences humaines devraient permettre au futur médecin d’avoir une perception plus critique des diverses illusions médicales. »

### Homéopathie vétérinaire
En 1833, Guillaume Lux introduit l'homéopathie pour soigner les coliques et les problèmes de marche des chevaux. L'homéopathie est parfois utilisée sur les animaux domestiques pour traiter des affections courantes : dermatoses, problèmes de lactation, de comportement sexuel, de croissance, de mise bas, pathologies de l'appareil locomoteur, pathologies respiratoires, pathologies digestives.
Les normes de l'agriculture biologique restreignent l'usage de la médecine en dehors du contrôle d'un vétérinaire et conseillent d'utiliser l'homéopathie, ainsi d'autres traitements dits naturels comme la phytothérapie et les oligo-éléments, « à condition qu’ils aient un effet thérapeutique réel sur l’espèce animale concernée, et aux fins spécifiques du traitement ».
Il existe une association de vétérinaires utilisant cette pratique, l'IAVH. En Bretagne par exemple, des groupes de réflexions sur l'agriculture ont été lancés pour utiliser l'homéopathie afin de soulager les animaux.
Les erreurs et biais qui peuvent donner l'impression fausse d'une efficacité de l'homéopathie en médecine humaine valent aussi en médecine vétérinaire.

## Principes allégués de l'homéopathie
L'homéopathie repose sur des principes énoncés par Hahnemann de 1796 à 1810,.
- La « similitude » : à un malade qui présente certains symptômes on administre une substance (végétale, minérale ou animale) qui provoquerait des symptômes semblables chez un sujet sain : Similia similibus curentur (« que le semblable soit soigné par le semblable »).
- « l'individualisation » : ce principe énonce qu'il n'y a pas de soin universel d'une maladie, d'un symptôme, et que l'on doit adapter le soin en fonction du patient. Les produits homéopathiques administrés peuvent donc différer d'un patient à l'autre, même s'ils présentent les mêmes symptômes ou si les analyses effectuées donnent des résultats identiques. Mais dans la pratique, certaines préparations homéopathiques très connues, comme Oscillococcinum ou le Sédatif PC, ne respectent pas le principe d'individualisation puisqu'elles sont présentées comme pouvant traiter le symptôme quelle que soit la personne.
- L'utilisation technique de dilutions infinitésimales : la nécessité de diminuer la toxicité des substances choisies par application du principe de similitude a conduit Hahnemann à diluer, puis à fortement agiter ses préparations. Après chaque dilution, la préparation est secouée (succussions) énergiquement, manuellement ou mécaniquement, ce qui lui permettrait de conserver ses effets pharmacologiques malgré des dilutions importantes.

### Critique du principe de similitude
L'homéopathie s'est fondée sur le principe de similitude. Ce principe dispose qu'une personne atteinte d'une affection peut être traitée au moyen d'une substance produisant chez une personne en bonne santé des symptômes semblables à ceux de l'affection considérée. Les connaissances médicales modernes ont cependant montré l'invalidité de ce principe simpliste. Tout au plus, on sait désormais que n'importe quelle substance peut être toxique puis mortelle à haute dose, et parfaitement indifférente à un dosage suffisamment faible (même les plus puissants poisons). Ce principe est connu depuis la Renaissance : le médecin suisse Paracelse établissait déjà au XVe siècle que « Rien n'est poison, tout est poison : seule la dose fait le poison ».

### Critique du principe de dilution par la science contemporaine
La préparation homéopathique est obtenue par une succession de dilutions d'une teinture mère. La plus utilisée, la dilution par 100 est notée « CH » pour centésimal hahnemannienne. Elle correspond à 100 dilutions successives du composé et se comprend par la formule suivante : n dilutions CH = 100–n = 10–2n dilutions soit une concentration en produit actif divisée par 102n. Par exemple : 12 CH = 1/1 000 000 000 000 000 000 000 000 ou 10–24 de la concentration initiale.
D'après la théorie moléculaire de la chimie contemporaine, dont les bases ont été posées par John Dalton et Amedeo Avogadro dans la première moitié du XIXe siècle, le nombre de molécules présentes dans quelques dizaines de grammes d'un composé chimique correspond à l'ordre de grandeur du nombre d'Avogadro soit environ 6,022⋅1023 molécules. Les valeurs de dilution égales ou supérieures à 12 CH aboutissent statistiquement à moins d'une molécule active par dose. Dès lors, d'un point de vue chimique, il est impossible que le composé supposément actif exerce une action dans le corps du malade puisque, par définition, aucune réaction chimique ne peut avoir lieu en l'absence de réactif,.

### Préparation homéopathiques
Les préparations homéopathiques peuvent être fabriquées à partir de composés chimiques, de plantes, de champignons, d'animaux ou de minéraux.

### Formes galéniques

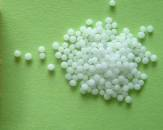
Globules.

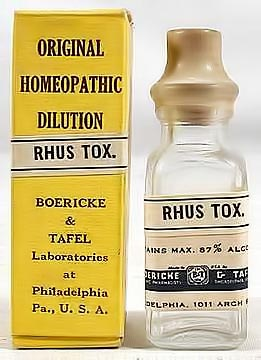
Bouteille de Rhus Tox.

Les remèdes homéopathiques sont généralement présentés sous trois formes galéniques.
- Formes solides : la solution diluée à la CH voulue, et dynamisée, est utilisée pour imprégner :
  - des granules, de la taille d'une tête d'allumette, en tube d'environ 80, à prendre 2, 3, 5 ou 10 par prise ;
  - des globules de saccharose présentés en tube contenant une dose unique ; les globules sont environ dix fois plus petits en volume que les granules ;
  - de la poudre en flacon ou sachet-dose.
- Formes liquides :
  - gouttes (en flacon) - généralement des teintures mères, ou dilutions de teintures mères, de plantes ;
  - ampoules buvables.
- Formes semi-solides :
  - suppositoires ;
  - liniments, onguents et pommades.

Les granules et globules sont la forme pharmaceutique la plus utilisée en homéopathie. Ils sont utilisés généralement par voie sublinguale, c'est-à-dire en laissant fondre sous la langue.
- Homéopathie injectable

En France, en raison de l'absence d'efficacité démontrée et du risque lié à cette voie d'administration, l'AFSSAPS (aujourd'hui ANSM) a émis des réserves sur l'usage des médicaments homéopathiques injectables.

### Le cas emblématique de l'Oscillococcinum
L'Oscillococcinum a été conçu par Joseph Roy de manière empirique, en secouant des « oscillocoques », un microbe que Roy déclara avoir découvert dans divers cas d'infection et en particulier dans des cas de grippe – même si l'on sait aujourd'hui que la grippe n'est pas due à des microbes mais à un virus (Influenzavirus). Roy attribua par la suite à son oscillocoque diverses autres maladies telles que le cancer, la syphilis, la tuberculose ou encore la rougeole, faisant de son invention une panacée.
L'existence de l'oscillocoque n'a jamais été confirmée depuis et les observations de Roy n'ont jamais été reproduites. De ce fait, Oscillococcinum est simplement une préparation à base d'autolysat filtré de foie et de cœur de canard de Barbarie (censés contenir des oscillocoques), décomposé 40 jours et dynamisé à la 200e korsakovienne, pour laquelle il n'existe pas de pathogénésie complète. Selon certains homéopathes, Oscillococcinum n'est donc pas prescrit de façon homéopathique, c'est-à-dire par application du principe de similitude. Son mode de fabrication s'apparente cependant à celui d'autres remèdes homéopathiques et il possède le statut officiel de médicament homéopathique dans la plupart des pays où il est commercialisé, dont la France.
Aux États-Unis, une class action de citoyens s'estimant dupés a été déposée contre Boiron pour publicité mensongère, : en mars 2012, le groupe a préféré payer 12 millions de dollars aux plaignants pour éteindre l'action plutôt que de devoir démontrer l'efficacité de son produit.
En 2019, une enquête réalisée au Québec montre qu'environ un tiers des pharmaciens recommandent ce produit, un tiers délivre un message ambigu, un tiers le déconseille formellement, et que la majorité de la profession en reconnaît l'inefficacité.

#### Principes de l'homéopathie selon ses promoteurs
- Samuel Hahnemann, Traité des maladies chroniques et leur traitement homéopathique, Paris, 3e  éd. française,  éd. Maisonneuve, 1969, 322 p. (OCLC 37745550)
- Samuel Hahnemann, Études de médecine homéopathique, Paris,  éd. Maloine, 1989, 2 volumes (632-516 p.) fac-similé de l' éd. de Paris, Baillière, 1850-1851. (OCLC 462002464)
- Christian Boiron, Jean Rémy, L'homéopathie, un combat scientifique, Paris, Albin Michel, 1990, 196 p. (OCLC 23069615)

#### Analyse critique de l'homéopathie
- Thomas C. Durand (préf. Edzard Ernst), Connaissez-vous l'homéopathie ? : Idéologie, médias, sciences, Paris/impr. en Pologne, Éditions Matériologiques, 2019, 236 p. (ISBN 978-2-37361-216-5, lire en ligne)
- « La vérité sur l’homéopathie », dans Simon Singh et Edzard Ernst, La vérité sur les médecines alternatives (trad. Marcel Blanc), Cassini, 2019, 416 p. (ISBN 978-2-84225-266-3, lire en ligne), p. 111-174
- (en) Edzard Ernst, Homeopathy : The Undiluted Facts, Springer, 2016, 151 p. (ISBN 978-3-319-43590-9, lire en ligne)
- J. Brissonnet, Les Pseudo-médecines, Book-e-Book, collection Zététique, 2003  (ISBN 2-915312-02-8)
- Dr J.J. Aulas, Les Médecines douces, des illusions qui guérissent, éditions Odile Jacob, 1993  (ISBN 2-7381-0211-5)
- Haute Autorité de Santé, Évaluation des médicaments homéopathiques, 2019, 136 p. (lire en ligne)
- (en) European Academies Science Advisory Council (EASAC), Homeopathic products and practices : assessing the evidence and ensuring consistency in regulating medical claims in the EU, 2017, 12 p. (lire en ligne)
- (en) NHMRC Statement on Homeopathy and NHMRC Information Paper - Evidence on the effectiveness of homeopathy for treating health conditions
- (en) House of Commons, Science and Technology Committee - Fourth Report : Evidence Check 2: Homeopathy, février 2010. Lire en ligne
- « L’appel de 124 professionnels de la santé contre les « médecines alternatives » », Le Figaro,‎ 27 juillet 2018 (lire en ligne)

#### Histoire
- Olivier Faure (dir.), Praticiens, patients et militants de l'homéopathie aux XIXe et XXe siècles (1800-1940), Boiron / Presses universitaires de Lyon, 1992, 242 p.  (ISBN 2-85742-080-3 et 2-7297-0429-9) ; Actes du colloque de Lyon, octobre 1990.
- François Gassin et Alain Sarembaud, Histoire d'un syndicalisme de 1932 à nos jours : les médecins homéopathes français, Centre d'enseignement et de développement de l'homéopathie, 2005, 362 p.  (ISBN 2-915668-15-9).
- Céline Couteau et Laurence Coiffard, « Ces grains de sucre sèment la discorde : la (très) longue saga de l’homéopathie », The Conversation,‎ 7 mai 2019 (lire en ligne)

### Radio
- Thomas Snégaroff, « L'homéopathie, une médecine alternative toujours sujette à débat », Histoires d'Info, sur francetvinfo.fr, site de France Info, 19 juillet 2018 : comportant un enregistrement de la pharmacologue Jeanne Lévy datant de 1946
- « Pseudo-sciences : les raisons du succès », La Méthode Scientifique, sur France Culture, 7 septembre 2017.